# NGC 3590
NGC 3590 (другие обозначения — OCL 852, ESO 129-SC14) — рассеянное скопление в созвездии Киля. Открыто Джоном Гершелем в 1835 году.
NGC 3590 — молодое звёздное скопление возрастом 25—30 миллионов лет, радиуса около 1 парсека, удалённое на 2 килопарсека от Земли. Точка поворота главной последовательности в скоплении находится в спектральном классе B0.5. NGC 3590 бладает довольно плотным ядром и протяжённым гало. Вблизи NGC 3590 располагается скопление Hogg 12, которое, по всей видимости, составляет двойное скопление вместе с NGC 3590 — это одна из самых близких друг к другу известных пар скоплений, разделённая лишь на 3,6 парсека. NGC 3590 находится на том же расстоянии от Земли, что и NGC 3572, а также эти два скопления имеют одинаковый возраст, так что могут принадлежать к одному звёздному населению.
Этот объект входит в число перечисленных в оригинальной редакции «Нового общего каталога».